# 後発開発途上国、内陸開発途上国、小島嶼開発途上国担当上級代表事務所
後発開発途上国、内陸開発途上国、小島嶼開発途上国担当上級代表事務所(こうはつかいはつとじょうこく、ないりくかいはつとじょうこく、しょうとうしょかいはつとじょうこく たんとうじょうきゅうだいひょうじむしょ、UN-OHRLLS; 英語:United Nations Office of the High Representative for the Least Developed Countries, Landlocked Developing Countries and Small Island Developing States）は、後発開発途上国、内陸開発途上国、小島嶼開発途上国における経済、社会、環境の分野での行動計画の策定、実施、調整を行う国連事務局の事務所である。

## 概要
2001年5月の第3回国連後発開発途上国（LDC）会議において、LDC会議のフォローアップに不満を持ったLDC諸国が、フォローアップを国連貿易開発会議（UNCTAD）から国連内に移管することを主張した。これを受け、同年10月の国連総会において上級代表事務所の設置を内容とする事務総長報告書が提出され、同事務所の設置が承認された。
後発開発途上国、内陸開発途上国、小島嶼開発途上国に関しての行動計画のフォローアップの実施に際する調整や監視、報告などを主要な機能とする。

## 上級代表
- 2002–2007: アンワルル・チョウドリ
- 2012–2017:ギャン・チャンドラ・アチャラ
- 2017–2021:フェキタモエロア・ウトイカマヌ
- 2021–2022:アール・コートネイ・ラトレイ
- 2021–現在:ラバブ・ファティマ